# 刘鸿晓
刘鸿晓（？—），男，中华人民共和国政治人物、外交官。

## 生平
刘鸿晓曾任外交部办公厅副主任和主任。1997年7月，任外交部驻香港特派员公署副特派员。2000年7月，离任回京。